# لالمنیرهات-۲
لالمنیرهات-۲ (به لاتین: Lalmonirhat-2) یک منطقهٔ مسکونی در بنگلادش است که در ناحیه لال‌منیرهات واقع شده‌است.